# Exoprosopa retrorsa
Exoprosopa retrorsa är en tvåvingeart som beskrevs av Enrico Adelelmo Brunetti 1909. Exoprosopa retrorsa ingår i släktet Exoprosopa och familjen svävflugor.
Artens utbredningsområde är Iran. Inga underarter finns listade i Catalogue of Life.